# Поникаровский, Валентин Николаевич
Валенти́н Никола́евич Поникаро́вский (10 января 1927, Опаринский район, Северо-Двинская губерния — 14 августа 2009, Москва) — военно-морской деятель СССР, адмирал (1981).

## Биография
Валентин Николаевич Поникаровский родился 10 января 1927 года в деревне Некрасово Опаринского района Северодвинской губернии, РСФСР.
С 1949 года, окончив Высшее военно-морское училище имени М. В. Фрунзе, служил на подводных лодках Черноморского флота, штурман подводной лодки «М-115», помощник командира подводной лодки «М-237» 21-й Констанцской ордена Ушакова I степени дивизии ПЛ ЧФ.
После окончания Высших специальных офицерских классов ВМФ служил на Северном флоте, старший помощник командира строящейся подводной лодки С-87, командир средней подводной лодки С-87; в 1956 году успешно совершил переход Северным морским путём на Тихоокеанский флотв состав 10-й дивизии подводных лодок.
В 1957—1960 годы — командир подводной лодки Б-91 проекта 611 Северного флота.
В 1963 году с отличием окончил Военно-морскую академию. Продолжил службу на Северном флоте: командир гвардейской подводной лодки «К-22» (1963—1966), заместитель командира (1966—1968), командир (1968—1971) 11-й дивизии атомных подводных лодок Северного флота.
В последующем — заместитель начальника Оперативного управления Главного штаба ВМФ (1971—1975), начальник штаба — первый заместитель командующего Черноморским флотом (1975—1977), начальник штаба — первый заместитель командующего Северным флотом (с 1977).
В 1981—1991 годы — начальник Военно-морской академии.
С 1991 года — в отставке. Президент Международной ассоциации общественных организаций ветеранов подводного флота и моряков-подводников.
Умер 14 августа 2009 года в Санкт-Петербурге, похоронен на Серафимовском кладбище.

## Научная деятельность
В 1984 году защитил кандидатскую диссертацию; профессор. Автор более 60 научных работ.

## Награды и звания
- орден Октябрьской Революции,
- орден Красного Знамени,
- орден Трудового Красного Знамени,
- орден Красной Звезды,
- орден «За службу Родине в ВС СССР» III степени,
- медали[1].